# Breda vasútállomás
Breda vasútállomás vasútállomás Hollandiában, Breda községben, Breda településen.

## Vasútvonalak
Az állomást az alábbi vasútvonalak érintik:
- Breda–Rotterdam-vasútvonal
- Breda–Eindhoven-vasútvonal
- Roosendaal–Breda-vasútvonal
- Brüsszel–Amszterdam-vasútvonal

## Kapcsolódó állomások
A vasútállomáshoz az alábbi állomások vannak a legközelebb:
- Breda-Prinsenbeek vasútállomás (Rotterdam Centraal, Breda–Rotterdam-vasútvonal)
- Gilze-Rijen vasútállomás (Eindhoven vasútállomás, Breda–Eindhoven-vasútvonal)
- Etten-Leur vasútállomás (Roosendaal vasútállomás, Roosendaal–Breda-vasútvonal)
- Noorderkempen vasútállomás (Antwerpen-Centraal, Brüsszel–Amszterdam-vasútvonal)